# Gareth Edwards
Gareth Owen Edwards (* 12. července 1947 Gwaun-Cae-Gurwen) je bývalý velšský ragbista. V roce 2007 byl jmenován do Světové ragbyové síně slávy.
V roce 2003 ho časopis Rugby World zvolil největším hráčem ragby všech dob. V roce 2001 byl zvolen největším ragbistou Walesu všech dob v anketě uspořádané Asociací bývalých velšských hráčů ragby.
Po celou svou kariéru, v letech 1966–1978, hrál za Cardiff RFC. Za velšský národní tým sehrál 53 zápasů a zaznamenal 88 bodů. Sedmkrát vyhrál Pohár 5 národů. V roce 1975 byl oceněn Řádem britského impéria. Rytířský titul získal v roce 2015. Dnes je sportovním komentátorem britské televize BBC a velšské S4C.